# The Dancing Girl
The Dancing Girl is een Amerikaanse dramafilm uit 1915 onder regie van Allan Dwan. De film is wellicht zoekgeraakt.

## Verhaal
Drusilla Ives is afkomstig uit een quakergemeente op een afgelegen eiland. In Londen gaat ze in dienst bij de spilzuchtige hertog van Guiseberry. Ze raakt in de ban van de steedse pronk en pracht en als de hertog erachter komt hoe goed ze kan dansen, helpt hij haar om beroepsdanseres te worden. Ze staat al spoedig bekend als Diana Valrose, de beste danseres in Londen. Wanneer haar vrome vader haar liederlijke levenswandel ter ore komt, verstoot hij haar meteen. Haar verloofde John Christison trouwt bovendien met haar zus Faith.

## Rolverdeling
| Acteur           | Personage             |
| ---------------- | --------------------- |
| Florence Reed    | Drusilla Ives         |
| Fuller Mellish   | David Ives            |
| Lorraine Huling  | Faith Ives            |
| Malcolm Williams | Quaker                |
| William Russell  | John Christison       |
| Eugene Ormonde   | Hertog van Guiseberry |
| William Lloyd    | Mijnheer Crake        |
| Minna Gale       | Lady Bawtry           |